# Star Speedway
Star Speedway est un circuit de course automobile ovale de 1/4 mille (402 m) situé à Epping New Hampshire aux États-Unis.
En opération depuis 1966, il a présenté des épreuves de plusieurs séries de stock-car, dont l'ACT Pro Stock Tour, l'ACT Tour et Pro All Star Series. La série ISMA s'y produit depuis 1977.

## Vainqueur ACT Pro Stock Tour
- 27 août 1986 Dana Patten

## Vainqueurs ACT Tour
- 21 avril 2001 Chris Michaud
- 28 juillet 2001 Jamie Fisher
- 13 avril 2002 Patrick Laperle
- 27 juillet 2002 Scott Dragon
- 26 juillet 2003 Todd Stone
- 6 juillet 2013 Joey Polewarczyk, Jr.

## Vainqueurs PASS North
- 29 septembre 2001 Ralph Nason
- 29 juin 2002 Ben Rowe
- 3 août 2002 Sam Sessions
- 28 juin 2003 Ben Rowe
- 1er octobre 2005 Johnny Clark
- 30 juillet 2008 Derek Ramstrom
- 14 mai 2011 Derek Ramstrom
- 12 mai 2012 Johnny Clark
- 10 mai 2014 D.J. Shaw
- 9 mai 2015 Mike Rowe

## VainqueurGranite State Pro Stock Series
- 18 août 2012 Matt Frahm
- 17 août 2013 D.J. Shaw
- 16 août 2014 Wayne Helliwell, Jr.